# Ricoh RDC-2
La Ricoh RDC-2 és una càmera compacta digital de 0,41 megapíxels, la qual va sortir al mercat el 1996 a 649$ o 799$ amb el monitor.
Aquesta, va ser la segona càmera digital de Ricoh, substituint a la Ricoh RDC-1, la primera càmera digital en permetre la gravació de vídeo.
Aquest model era un OEM i, per tant, es venia amb altres noms i marques com la Polaroid PDC-800 o la Philips ESP-2, les quals van sortir al mercat el 1997. Al lloc web de Polaroid, s'anunciava com la millor càmera digital compacta per a agents immobiliaris.

## Característiques
La Ricoh RDC-2 incorpora un sensor d'imatge CCD d'1/4 polzades amb 410.000 píxels i un objectiu bifocal de 35 i 55mm amb un diafragma f/2 i una distància mínima d'enfocament de 30 centímetres en mode normal o 1 centímetre en mode macro.
La càmera pot disparar a velocitats d'entre 1/8 fins a 1/1000 segons. La gravació de les imatges i sons es poden fer als 2 Mb de memòria interna o a la targeta de memòria tipus PCMCIA.
Té cinc modes d'enregistrament: imatge fixa, imatge fixa amb so, només so, document i tret continu També es pot configurar a +/- 1,5 passes en increments de 0,3 per aclarir o enfosquir la imatge.
A la part posterior incorpora una rosca per a trípode, mentre que a la part davantera incorpora un flaix i el visor. Per poder funcionar necessita quatre piles doble A.
Aquest model és en part una càmera modular, ja que el monitor d'1,8 polzades era extraïble i no venia inclos en totes les versions de RDC-2:
- RDC-2: Només el cos de la càmera, sense monitor
- RDC-2E: Versió més simple que l'original, sense flaix i només amb una distància focal (35mm). Tampoc incorpora la possibilitat de gravar so. Es diferencien a simple vista pel color gris més fosc del model E.[8][6]
- RDC-2L: La mateixa que l'original, però amb el monitor inclòs
- DC-2V: La mateixa que l'anterior, però amb la capacitat de transmissió interna amb un mòdem extern. Aquesta, en lloc de 2Mb de memòria interna, en té 4.
- DC-2S: La mateixa que la DC-2V, però amb la capacitat de transmissió directa amb un telèfon mòbil a través de PHS, no necessita un mòdem extern, però sí una targeta de mòdem interna.

La DC-2V i la DC-2S només es van comercialitzar al Japó.

## Accessoris
El monitor extern es podia comprar per separat i s'anomena DM-2, aquest utilitza la tecnologia TFT i mesura 1,8 polzades. Com a accessoris opcionals també es podien adquirir un comandament a distància anomenat DR-2, fundes protectores i les targetes de memòria de fins a 20 Mb.